# 바비의 백조의 호수
바비의 백조의 호수(Barbie Of Swan Lake)는 캐나다, 미국에서 제작된 오웬 헐리 감독의 2003년 애니메이션, 가족 영화이다. 켈리 쉐리던 등이 주연으로 출연하였고 제니퍼  맥캐론 등이 제작에 참여하였다.

## 출연

### 주연
- 켈리 쉐리던
- 마크 힐드레스

### 조연
- 켈시 그래머
- 매기 휠러
- 비너스 터조
- 캐슬린 바
- 마이클 돕슨
- 니콜 올리버
- 이안 제임스 코렛
- 지나 스톡데일
- 브라이언 드럼몬드
- 챈털 스트랜드
- 게리 초크
- 스콧 맥닐
- 마리아 코로스키

| 캐릭터                                | 원래 음성         | 한국어 더빙 1위 KBS | 한국어 더빙 2차 투니버스 |
| ------------------------------------- | ----------------- | ------------------- | ------------------------ |
| 바비/오데트                           | 켈리 쉐리던       | 이연희              | 우정신                   |
| 자정-김                               | 샹탈 스트랜드     | 류점희              | 채민지                   |
| 오딜 라 메샹트                        | 매기 휠러         | 김태연              | 윤미나                   |
| 사악한 마법사 로스바트, 오딜의 아버지 | 켈시 그래머       | 김종성              | 류계영                   |
| 에라스무스, 트롤                      | 마이클 돕슨       | 곽대홍              | 남도형                   |
| 힐 퍼플 데빌                          | 스콧 맥닐         | 김병관              | 김승준                   |
| 레지 – 다니엘의 하인                  | 브라이언 드러먼드 | 강수진              | 노계현                   |
| 다니엘 왕자                           | 마크 힐드레스     | 홍승섭              | 김승준                   |
| 라일라                                | 비너스 터조       | 송도영              | 신나리                   |
| 비사 공주                             | 데비 깁슨         | 김미정              | 양정화                   |

## 제작진
- 협력프로듀서: 쉘리 타붓

## 게임
《바비의 백조의 호수: 더 인챈티드 포레스트》 (영어: Barbie of Swan Lake: The Enchanted Forest)은 비방디 게임스가 개발한 PC 게임이다.

## 같이 보기
- 바비 (애니메이션 영화 시리즈)